# 고려의 도교
이 문서에서는 고려의 도교에 대해 설명한다. 고려의 도교는 불교에 밀려 주류 종교는 아니었지만, 왕실과 귀족들 사이에서 어느 정도 흥하였다.

## 역사
고려의 도교는 북송(960~1126) 휘종(재위 1100~1125) 대관 4년(1110년), 즉 고려 예종(재위 1105~1122) 5년에 도사 2명이 고려로 와서 복원궁(福源宮)을 세우고 제자를 선택하여 서도(書道)를 가르친 것이 그 시초이다.  이 궁은 국가가 마련한 도관으로서 재초(齋醮: 도교의 기도 의식)의 장소이고 거기에 우류(羽流: 도교도) 10여 명이 있었는데, 재초는 북송의 재초를 모방한 것이었다.
그 이전에도 고려 현종(재위 1009~1031) · 문종(재위 1046~1083) · 선종(재위 1083~1094) · 숙종(재위 1095~1105) 때에 구정(毬庭: 궁중 안의 넓은 격구장)에서나 회경전(會慶殿)에서 초제(醮祭)를 올렸는데 초제의 대상은 태일(太一)이었다. 그런데 재초(齋醮: 도교의 기도 및 제사 의식)의 장소가 곧 도관이었던 것 같다.  복원궁 외에도 대청관(大淸觀) · 정사색(淨事色) · 구요당(九曜堂) 등은 도관으로서 초제의 장소이고 거기에 우류가 머물렀다.
또 초제를 고려 정종(재위 1034~1046)이 남쪽 교외에서, 예종(재위 1105~1122)이 남단(南端?, 南壇?)에서, 의종(재위 1146~1170)이 내전(內殿: 궁중 안에 임금이 거처하는 집)에서 올렸는데 이 장소는 도관이 아니었던 것 같고 노인성(老人星)이 그 제사의 대상이었다.  이 별은 수성(壽星: 천구의 남극 부근에 있어 2월 무렵에 남쪽 지평선 가까이에 잠시 보이는 별)으로서 천하가 태평한 때에 나타나고 사람들의 소원 달성을 위한 기도의 대상이었으며 7복신(七福神) 중 하나였다.
그리고 북두(北斗)도 초제의 대상으로서 죽음을 관장하는 신이고, 남두(南斗)는 생명을 다스리는 사명신(司命神)이었다.  따라서 사람은 어머니의 태내에 머물게 되면 모두 북두로부터 남두에로 향하므로 북두에 소원을 아뢴다.  이 신앙에서 사명신이 세상에 나타나는 사실을 알 수 있다.
고려의 도교는 고려 인종(재위 1123~1146) 때에 성하였다. 이때 도교는 이전 보다 더 제도적이 되었다. 사상으로서는 8성(八聖) · 8선(八仙)의 사상이 있고 술수사상(術數思想)으로서 음양오행 · 도참 · 상지(相地)가 있는 동시에 초재의 제사법이 마련되고 궁중의 도교 행사를 맡는 도관이 성립되었다.
인종은 서경의 임원궁궐(林原宮闕) 안에 8성당(八聖堂)을 짓고 각 당에 다음의 선인들을 모셨는데 이들은 모두 불교의 부처 · 보살 · 우바이 등이다.
1. 호국백두악　태백선인 실덕 문수사리보살(護國白頭嶽 太白仙人 實德 文殊師利菩薩)
2. 용위악　육통존자 실덕 석가불(龍圍嶽 六通尊者 實德 釋迦佛)
3. 월성악　천선 실덕　대변천신(月城嶽　天仙 實德　大變天神)
4. 구려평양　선인 실덕　연등불(駒麗平壤　仙人 實德　燃燈佛)
5. 구려목멱　선인 실덕　비파시불(駒麗木覓　仙人 實德　毗婆尸佛)
6. 송악　진주거사 실덕　금강색보살(松嶽　震主居士 實德　金剛索菩薩)
7. 증성악　신인 실덕　늑차천왕(甑城嶽　神人 實德　勒叉天王)
8. 두악　천녀 실덕　부동우바이(頭嶽　天女 實德　不動優婆夷)

위의 선인(仙人)들의 이름을 보면, 각 산에 선인의 이름과 함께 불교의 부처나 보살의 이름을 덧붙여서 혼합적으로 이루어져 있는데, 산에 사람의 이름을 붙이는 것은 중국 도교의 습성이다. 예를 들면 원시천존은 낙정심(酪靜心)이란 이름이 붙는다.
또 8선궁이 송악산에 세워졌다는 것을 보아서 도관이 여기저기에 설치되었고, 이와 아울러 도장이 열렸음을 알 수 있다. 그런데 이 도장은 불교와 도교의 두 용도로 혼합되어 쓰였다.
그리고 고려의 여러 왕은 도교의 제례인 초재를 올렸다. 그 대상은 천지산천을 비롯하여 노인성(老人星) · 북두성(北斗星) · 태을(太乙) · 5방산해신군(五方山海神君)이었는데 모두 도교의 신들, 즉 신선들에게 빌어서 재앙을 물리치고 복을 부르는 영험과 이적이 있기를 바라는 것이었다. 초재는 복원관(福源觀) · 대청관(大淸觀) · 구요당(九曜堂) 등에서 집행되었는데 이 재에서 청사(靑詞)라고 하는 축문이 송창되었다. 한편 민중의 도교는 전래된 이적에 중점이 두어졌다.
한편 묘청의 난 이후 개경 정부의 단속이 강화되었을 것으로 보아 도교계도 다소 타격을 입었으리라고 추정된다.